# Szászbudak
Szászbudak (románul Budacu de Jos, régebb Budacu Săsesc, németül Deutsch-Budak, az erdélyi szász nyelven Budek) település Romániában, Beszterce-Naszód megyében.

## Fekvése
Besztercétől 7 km-re délre, Alsóbudak, Beszterce, Kiszsolna és Simontelke közt fekvő település.

## Története
1228-ban Bodard néven említik először. 
1332–1335 között a pápai tizedjegyzék Henricus plebanus de Bodako ... Budak föld néven Simontelke határosaként említette. Ma két település: Szászbudak és Alsóbudak.
Nevének változatai: 1440-ben prelidum Budag, 1587-ben Bwdak, 1733-ban Budák, 1750-ben Szász Budok, 1861-ben Szász-Budak, 1888-ban Szász-Budak (Deutsch-Budak, Budacul sasescu), 1913-ban Szászbudak.
1453-ban p. Bwdak a besztercei uradalomban: Hunyadi Jánost mint besztercei grófot iktatják birtokába. 1482-ben és 1492-ben p. regalis Naghbudak mint Simontelke (Do) egyik határosa.
A középkorban a település lakói erdélyi szászok voltak, amelyek a reformáció idején felvették a lutheránus vallást.
A trianoni békeszerződésig Beszterce-Naszód vármegye Besenyői járásához tartozott.
A település német lakosságát a második világháború után kitelepítették.

## Lakossága
1910-ben 450 lakosából 230 német, 139 román, 75 cigány és 6 magyar volt.
2002-ben 896 lakosa volt, ebből 454 cigány, 437 román és 5 magyar volt.

## Látnivalók
- 1567-ben épült lutheránus temploma.
- Az Urunk színeváltozása emlékére szentelt ortodox fatemploma.